# Birštonas (gemeente)
Birštonas is een van de 60 Litouwse gemeenten, in het district Kaunas.
De hoofdplaats is de gelijknamige stad Birštonas. De gemeente telt 5500 inwoners op een oppervlakte van 124 km².

## Plaatsen in de gemeente
Plaatsen met inwonertal (2001):
- Birštonas – 3225
- Birštono vienkiemis – 605
- Kernuvės – 175
- Bučiūnai – 138
- Siponys – 121
- Geležūnai – 116
- Jundeliškės – 101
- Škėvonys – 95
- Naudžiūnai – 87
- Žemaitkiemis – 87